# 1947 no cinema

## Principais estreias
- Antoine et Antoinette, de Jacques Becker
- The Bishop's Wife, de Henry Koster, com Cary Grant, Loretta Young, David Niven e Elsa Lanchester
- Black Narcissus, de Michael Powell e Emeric Pressburger, com Deborah Kerr, Jean Simmons e Sabu
- Body and Soul (1947), de Robert Rossen, com John Garfield, Lilli Palmer e Anne Revere
- Boomerang!, de Elia Kazan, com Dana Andrews e Jane Wyatt
- Captain from Castile, de Henry King, com Tyrone Power, Jean Peters e Cesar Romero
- Copacabana, de Alfred E. Green, com Groucho Marx e Carmen Miranda
- Crossfire, de Edward Dmytryk, com Robert Young, Robert Mitchum e Gloria Grahame
- Daisy Kenyon, de Otto Preminger, com Joan Crawford, Dana Andrews e Henry Fonda
- Dark Passage, de Delmer Daves, com Humphrey Bogart e Lauren Bacall
- Le diable au corps, de Claude Autant-Lara, com Gérard Philipe
- A Double Life, de George Cukor, com Ronald Colman e Shelley Winters
- The Farmer's Daughter, de H. C. Potter, com Loretta Young, Joseph Cotten e Ethel Barrymore
- Forever Amber, de Otto Preminger, com Linda Darnell, Cornel Wilde, George Sanders, Jessica Tandy e Anne Revere
- The Fugitive, de John Ford, com Henry Fonda, Dolores del Río e Pedro Armendáriz
- Gentleman's Agreement, de Elia Kazan, com Gregory Peck, Dorothy McGuire, John Garfield, Anne Revere e Dean Stockwell
- The Ghost and Mrs. Muir, de Joseph L. Mankiewicz, com Gene Tierney, Rex Harrison, George Sanders e Natalie Wood
- Good News, de Charles Walters, com June Allyson e Peter Lawford
- The Lady from Shanghai, de e com Orson Welles e com Rita Hayworth
- O Leão da Estrela, de Arthur Duarte, com António Silva, Milú, Curado Ribeiro, Maria Eugénia, Artur Agostinho e Laura Alves
- Life with Father (filme), de Michael Curtiz, com William Powell, Irene Dunne e Elizabeth Taylor
- The Long Night, de Anatole Litvak, com Henry Fonda e Barbara Bel Geddes
- Miracle on 34th Street, de George Seaton, com Maureen O'Hara, Edmund Gwenn e Natalie Wood
- Monsieur Verdoux, de e com Charles Chaplin
- My Favorite Brunette, de Elliott Nugent, com Bob Hope, Dorothy Lamour e Peter Lorre
- Nagaya shinshiroku, de Yasujiro Ozu
- Nightmare Alley, de Edmund Goulding, com Tyrone Power e Joan Blondell
- Odd Man Out, de Carol Reed, com James Mason
- Out of the Past, de Jacques Tourneur, com Robert Mitchum e Kirk Douglas
- Panique, de Julien Duvivier, com Michel Simon
- The Paradine Case, de Alfred Hitchcock, com Gregory Peck, Ann Todd e Charles Laughton
- La perla, de Emilio Fernández, com Pedro Armendáriz
- Pursued, de Raoul Walsh, com Teresa Wright e Robert Mitchum
- Quai des Orfèvres, de Henri-Georges Clouzot, com Bernard Blier
- Ride the Pink Horse, de e com Robert Montgomery
- The Sea of Grass, de Elia Kazan, com Spencer Tracy, Katharine Hepburn e Melvyn Douglas
- The Secret Life of Walter Mitty, de Norman Z. McLeod, com Danny Kaye, Virginia Mayo e Boris Karloff
- Le silence est d'or, de René Clair, com Maurice Chevalier
- Sinbad the Sailor, de Richard Wallace, com Douglas Fairbanks Jr., Maureen O'Hara e Anthony Quinn
- Subarashiki nichiyobi, de Akira Kurosawa
- They Made Me a Fugitive, de Alberto Cavalcanti, com Trevor Howard
- Unconquered, de Cecil B. DeMille, com Gary Cooper, Paulette Goddard e Boris Karloff

## Nascimentos
| Data            | Nome                  | Profissão                               | Nacionalidade           | Observações | Ref |
| --------------- | --------------------- | --------------------------------------- | ----------------------- | ----------- | --- |
| 8 de janeiro    | David Bowie           | ator e cantor                           | Reino Unido             | m. 2016     |     |
| 18 de janeiro   | Takeshi Kitano        | realizador e ator                       | Japão                   |             |     |
| 26 de janeiro   | Patrick Dewaere       | ator                                    | França                  | m. 1982     |     |
| 2 de fevereiro  | Farrah Fawcett        | atriz                                   | Estados Unidos          |             |     |
| 5 de fevereiro  | Regina Duarte         | atriz                                   | Brasil                  |             |     |
| 9 de fevereiro  | José de Matos-Cruz    | crítico e ensaísta de cinema            | Portugal                |             |     |
| 11 de fevereiro | Joselito              | ator e cantor                           | Espanha                 |             |     |
| 15 de fevereiro | Marisa Berenson       | atriz                                   | Estados Unidos          |             |     |
| 20 de fevereiro | Peter Strauss         | ator                                    | Estados Unidos          |             |     |
| 21 de fevereiro | Renata Sorrah         | atriz                                   | Brasil                  |             |     |
| 24 de fevereiro | Edward James Olmos    | ator                                    | Estados Unidos          |             |     |
| 7 de março      | Nívea Maria           | atriz                                   | Brasil                  |             |     |
| 12 de março     | Tânia Scher           | atriz                                   | Brasil                  | m. 2008     |     |
| 8 de abril      | Hou Hsiao-Hsien       | cineasta                                | Taipé Chinesa           |             |     |
| 18 de abril     | James Woods           | ator                                    | Estados Unidos          |             |     |
| 2 de maio       | Nirut Sirijanya       | ator e engenheiro                       | Tailândia               |             |     |
| 4 de maio       | Richard Jenkins       | ator                                    | Estados Unidos          |             |     |
| 6 de junho      | Robert Englund        | ator                                    | Estados Unidos          |             |     |
| 24 de junho     | Peter Weller          | ator americano, diretor e conferencista | Estados Unidos          |             |     |
| 22 de julho     | Danny Glover          | ator                                    | Estados Unidos          |             |     |
| 27 de julho     | Benvindo Sequeira     | ator, humorista, autor e diretor        | Brasil                  |             |     |
| 30 de Julho     | Arnold Schwarzenegger | ator e político                         | Estados Unidos          |             |     |
| 20 de agosto    | José Wilker           | ator                                    | Brasil                  |             |     |
| 14 de setembro  | Sam Neill             | ator                                    | Reino Unido / Austrália |             |     |
| 19 de setembro  | José Nascimento       | cineasta                                | Portugal                |             |     |
| 17 de outubro   | Nuno Leal Maia        | ator                                    | Brasil                  |             |     |
| 24 de outubro   | Kevin Kline           | ator                                    | Estados Unidos          |             |     |
| 29 de outubro   | Richard Dreyfuss      | ator                                    | Estados Unidos          |             |     |
| 16 de novembro  | Luís Filipe Rocha     | cineasta                                | Portugal                |             |     |
| 30 de novembro  | Jude Ciccolella       | ator                                    | Estados Unidos          |             |     |
| 30 de novembro  | David Mamet           | dramaturgo, roteirista e diretor        | Estados Unidos          |             |     |
| 8 de dezembro   | Ângela Leal           | atriz                                   | Brasil                  |             |     |
| 17 de dezembro  | Wes Studi             | ator                                    | Estados Unidos          |             |     |
| 29 de dezembro  | Ted Danson            | ator                                    | Estados Unidos          |             |     |
| 31 de dezembro  | Tim Matheson          | ator                                    | Estados Unidos          |             |     |
| ?               | Adilson Barros        | ator                                    | Brasil                  | m. 1997     |     |
| ?               | Mário Barroso         | cineasta                                | Portugal                |             |     |

## Mortes
| Data       | Nome                | Profissão | Nacionalidade | Observações | Ref |
| ---------- | ------------------- | --------- | ------------- | ----------- | --- |
| 6 de março | Ferdinand Zecca     | cineasta  | França        | n. 1864     |     |
| ?          | Maria Clementina Sá | atriz     | Portugal      | n. 1897     |     |